# Nihotunga noa
Nihotunga noa is een vlokreeftensoort uit de familie van de Nihotungidae. De wetenschappelijke naam van de soort is voor het eerst geldig gepubliceerd in 1972 door J.L. Barnard.